# František Hummelhans
František Hummelhans (5. prosince 1873 Příčina – 25. ledna 1942 Praha) ,byl československý politik, meziválečný poslanec Národního shromáždění za Československou sociálně demokratickou stranu dělnickou a funkcionář DTJ.

## Biografie
Narodil se v obci Příčina na Rakovnicku, kde prožil i mládí. Vyučil se typografem.

### Politické aktivity
Za první světové války byl aktivní v českém odboji a byl členem výboru organizace Maffie.
V letech 1918–1920 zasedal v Revolučním národním shromáždění, kde zastupoval za Československou sociálně demokratickou stranu dělnickou. V parlamentních volbách v roce 1920 mandát obhájil a stal se i členem branného výboru parlamentu.
Naopak poslanecké křeslo v Národním shromáždění nezískal v parlamentních volbách v roce 1925. Do parlamentu se dostal znovu až po parlamentních volbách v roce 1929.
Roku 1911 byl spoluzakladatelem a ředitelem Lidové tiskárny v Lidovém domě a měl i živnostenskou koncesi. Byl též členem Československého červeného kříže a Masarykovy letecké ligy.

### Aktivity v dělnické tělovýchově
Podle údajů k roku 1930 byl profesí starostou tělovýchovné organizace DTJ v Praze. Patřil mezi hlavní postavy dělnické tělovýchovy, v jejímž čele stál od počátku 20. století. a zároveň starostou Svazu dělnických tělovýchovných jednot. Ve své funkci čelil četným obviněním z komunistické části členské základny. Střety vedly k roztržce SDTJ, odtržení části jednot a v roce 1921 vznikla konkurenční, levicová Federace DTJ. Funkci starosty DTJ zastával od roku 1903 až do roku 1936.
Hummelhans zůstal ve vedení SDTJ až do voleb této organizace roku 1936, kdy jej vystřídal Leopold Vaverka.
Byl též v letech 1919–1938 členem Mezinárodního dělnického svazu pro tělesnou výchovu.